# Deadline (album)
Deadline is een splitalbum van de punkbands Citizen Fish en Leftöver Crack. Het album werd op 6 maart 2007 door Fat Wreck Chords op cd en door Alternative Tentacles op vinyl uitgegeven. Het album bevat 15 nummers waaronder twee covers van beide bands. Citizen Fish speelt "Money" van Choking Victim en "Clear Channel (Fuck Off!)" van Leftöver Crack. Leftöver Crack speelt het nummer "Supermarket Song" van Citizen Fish en "Reasons for Existence" van Subhumans.

## Nummers
Citizen Fish
1. "Working on the Inside" - 2:43
2. "Money" (cover van Choking Victim) - 2:01
3. "Meltdown" - 2:43
4. "Getting Used to It" - 2:30
5. "Back to Square One" - 3:00
6. "Join The Dots" - 3:08
7. "Clear Channel (Fuck Off!)" (cover van Leftöver Crack) - 2:30

Leftöver Crack
1. "L.Ö.C Intro (B.D.C)" - 0:57
2. "Baby-Punchers" - 3:29
3. "Genocidal Tendencies" - 3:22
4. "...And Out Comes the N-Bomb!" - 2:13
5. "Life Causes Cancer" - 2:41
6. "World War 4" - 4:03
7. "Supermarket Song" (cover van Citizen Fish) - 2:15
8. "Reason for Existence" (cover van Subhumans) - 2:20